# Tetranychus phaselus
Tetranychus phaselus är en spindeldjursart som beskrevs av Ehara 1960. Tetranychus phaselus ingår i släktet Tetranychus och familjen Tetranychidae. Inga underarter finns listade i Catalogue of Life.